# Alejandra Da Passano
(Alejandra Da Passano)
María Alejandra Da Passano (Buenos Aires, 26 luglio 1947 – Buenos Aires, 30 giugno 2014) è stata un'attrice argentina.

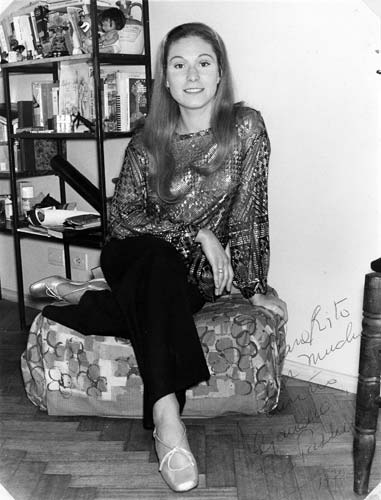
Foto autografata di Alejandra Da Passano

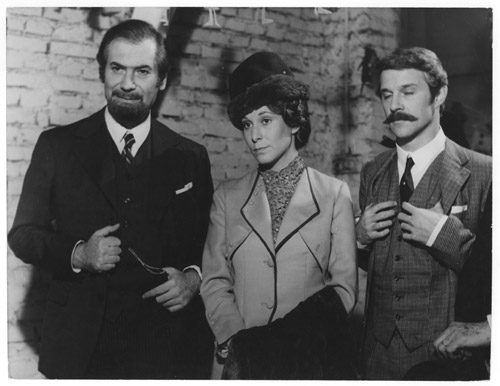
Alejandra Da Passano con José Slavin e Adrián Ghio in una scena del film La Madre María (1974)

Figlia d'arte (suo padre era l'attore Camilo Da Passano e sua madre l'attrice María Rosa Gallo), fu attiva principalmente in campo teatrale, mentre tra cinema e televisione, partecipò ad oltre una ventina di differenti produzioni, a partire dalla metà degli anni sessanta.
Era la sorella dell'attore Claudio Da Passano   e fu la moglie dell'attore Rodolfo Ranni.

## Biografia

### Morte
Alejandra Da Passano muore a Buenos Aires il 30 giugno 2014, alla soglia dei 67 anni, dopo una lunga malattia .
Le sue ceneri sono sepolte nel Cementerio de la Chacarita.

## Filmografia

### Cinema
- Pajarito Gómez (1965)
- Escándalo en la familia (1967)
- El señor presidente (1970)
- La gran ruta (1971)
- La madre María (1974)
- Los hijos de López (1980)
- Chechechela, una chica de barrio (1986)
- Peanuts One Dollar (2010)

### Televisione
- Llegan parientes de España - film TV (1965)
- Muchacha italiana viene a casarse - serie TV (1969)
- Malevo - serie TV (1972)
- Rosa... de lejos; altro titolo: Rosa... del cuore (Rosa... de lejos) - serie TV (1980)
- Las 24 horas - serie TV (1981)
- La señora Ordóñez - serie TV (1984)
- Así son los míos - serie TV (1989)
- Apasionada - serie TV (1991)
- Gino - serie TV (1996)
- Mía sólo mía - serie TV (1997)
- Gasoleros - serie TV (1997)
- Verano del '98 - serie TV (1998)
- Salvajes - serie TV (1999)
- Primicias - serie TV (2000)
- Batticuore (Máximo corazón) - serie TV (1 episodio) (2002)
- Frecuencia 04 - serie TV (2004)

## Teatro (lista parziale)
- 1953: El carnaval del diablo
- 1967: El casado... casa quiere
- La cabeza del dragón,  di Valle Inclán
- 1969: En la mentira, di Julio Mauricio
- 1980: Hay un hombre en mi cama
- 1983: Las de Barranco
- 1986: Solo cuando me río
- 1987: Sueños de un seductor, di Woody Allen.
- 1993: Mil años, un día, di Ricardo Halac
- 1994: Risas en el piso 23, di Neil Simon
- 1997: Dos mujeres con Federico
- 2000: El cartero de Neruda (Ardiente paciencia), di Antonio Skármeta
- 2003: Mateo, di Armando Discépolo, regia di Eduardo Gondell
- 2003-2013: ¿Dónde estás... corazón?, di Marta Albanese